# ジョン・ガドレ
ジョン・ガドレ（John Gadret、1979年4月22日 - ）は、フランス、エペルネー出身の自転車競技選手。

## 経歴
レースキャリアはシクロクロスからスタートし、同種目の国内選手権では2004年、2006年に優勝経験がある他、他レースにおける優勝歴もいくつかある。
2004年にショコラード・ジャックとプロ契約を結び、ロードレースとの兼用選手となった。ジロ・デ・イタリアに初出場したが、第4ステージで棄権。
2005年、ヤルタジに移籍。
2006年、AG2R・ラ・モンディアルに移籍。
2007年
- グロサー・プライス・デス・カントン・アールガウ優勝
- フレッシュ・ワロンヌ8位
- カタルーニャ一周総合7位
- ツール・ド・レン総合優勝
- ツール・ド・フランス初出場、総合54位。

2008年
- ブエルタ・ア・エスパーニャ初出場、総合18位
- ツール・ド・ロマンディ総合8位。

2010年
- ジロ・デ・イタリア総合13位
- ツール・ド・フランス総合19位。

2011年
- ジロ・デ・イタリア 総合4位 & 区間1勝（第11）

2012年
- ジロ・デ・イタリア 総合11位

2013年
- バスク一周 総合10位